# Munthakadirenahalli, Chintamani
Munthakadirenahalli là một làng thuộc tehsil Chintamani, huyện Chikkaballapur, bang Karnataka, Ấn Độ.